# Pseudosclerodomus reticulatus
Pseudosclerodomus reticulatus is een mosdiertjessoort uit de familie van de Romancheinidae. De wetenschappelijke naam van de soort is, als Bifaxaria reticulata, voor het eerst geldig gepubliceerd in 1884 door Busk.